# (588) Achille
Pour les articles homonymes, voir Achille (homonymie).
(588) Achille, désignation internationale (588) Achilles,, est un petit corps du Système solaire. Ce troyen de Jupiter, est le premier objet à avoir été caractérisé comme un troyen.

## Découverte
L'astéroïde est découvert le 22 février 1906, à l'observatoire du Königstuhl,, près de Heidelberg, par l'astronome allemand Max Wolf,.
Wolf l'observe, pour la première fois, à 22 h 51 min 10 s 26 (TU), avec (587) Hypsipyle, à 09h 26m 23,80s d'ascension droite et +13° 40′ 55,8″ de déclinaison (coordonnées équatoriales à l'époque J2000).

## Désignation
Le petit corps a été nommé, sur la proposition de l'astronome autrichien Johann Palisa, d'après Achille, héros mythique de l'Iliade, l'épopée d'Homère relatant la guerre de Troie.
Sa désignation provisoire était A906 TG.

## Intérêt
Achille est le premier objet à avoir été caractérisé comme un troyen, objet dont l'existence avait été prédite par Joseph-Louis Lagrange dans son Essai sur le problème des trois corps. C'est ce que l'astronome suédois Carl V. L. Charlier met en évidence, dès 1906. Achille partage son orbite avec Jupiter autour du Soleil au point de Lagrange L4, c'est-à-dire qu'il est situé à 60° en avance sur Jupiter.
Pour autant, (12126) 1999 RM11, (re)découvert le 7 septembre 1999 à Socorro (Nouveau-Mexique) par le LINEAR, serait le premier troyen à avoir été observé. Cet astéroïde est en effet identifié à A904 RD, observé pour la première fois, le 13 septembre 1904, à l'observatoire Yerkes de Williams Bay (Wisconsin), par l'astronome américain Edward E. Barnard.